# Amirabad
Amirabad (em persa: اميراباد, também romanizada como Amīrābād) é uma aldeia do distrito rural de Bidak, no condado de Abadeh, na província de Fars, Irã.
Segundo o censo de 2006, sua população era de 363, em 103 famílias.